# Svinica
Svinica (in ungherese Petőszinye, in tedesco Swinitz) è un comune della Slovacchia facente parte del distretto di Košice-okolie, nella regione di Košice.